# Israel en los Juegos Olímpicos de París 2024
Israel estuvo representado en los Juegos Olímpicos de París 2024 por un total de 88 deportistas, 54 hombres y 34 mujeres, que compitieron en 16 deportes.
Los portadores de la bandera en la ceremonia de apertura fueron el judoka Peter Paltchik y la nadadora Andrea Murez.

## Medallistas
El equipo olímpico israelí obtuvo las siguientes medallas:
| Nombre                                                                | Deporte            | Competición |
| --------------------------------------------------------------------- | ------------------ | ----------- |
| Oro                                                                   |                    |             |
| Tom Reuveny                                                           | Vela               | iQFoil M    |
| Plata                                                                 |                    |             |
| Inbar Lanir                                                           | Judo               | –78 kg F    |
| Raz Hershko                                                           | Judo               | +78 kg F    |
| Artiom Dolgopiat                                                      | Gimnasia artística | Suelo M     |
| Ofir Shaham Diana Svertsov Adar Friedmann Romi Paritzki Shani Bakanov | Gimnasia rítmica   | Conjuntos F |
| Sharon Kantor                                                         | Vela               | iQFoil F    |
| Bronce                                                                |                    |             |
| Peter Paltchik                                                        | Judo               | –100 kg M   |

## Competidores

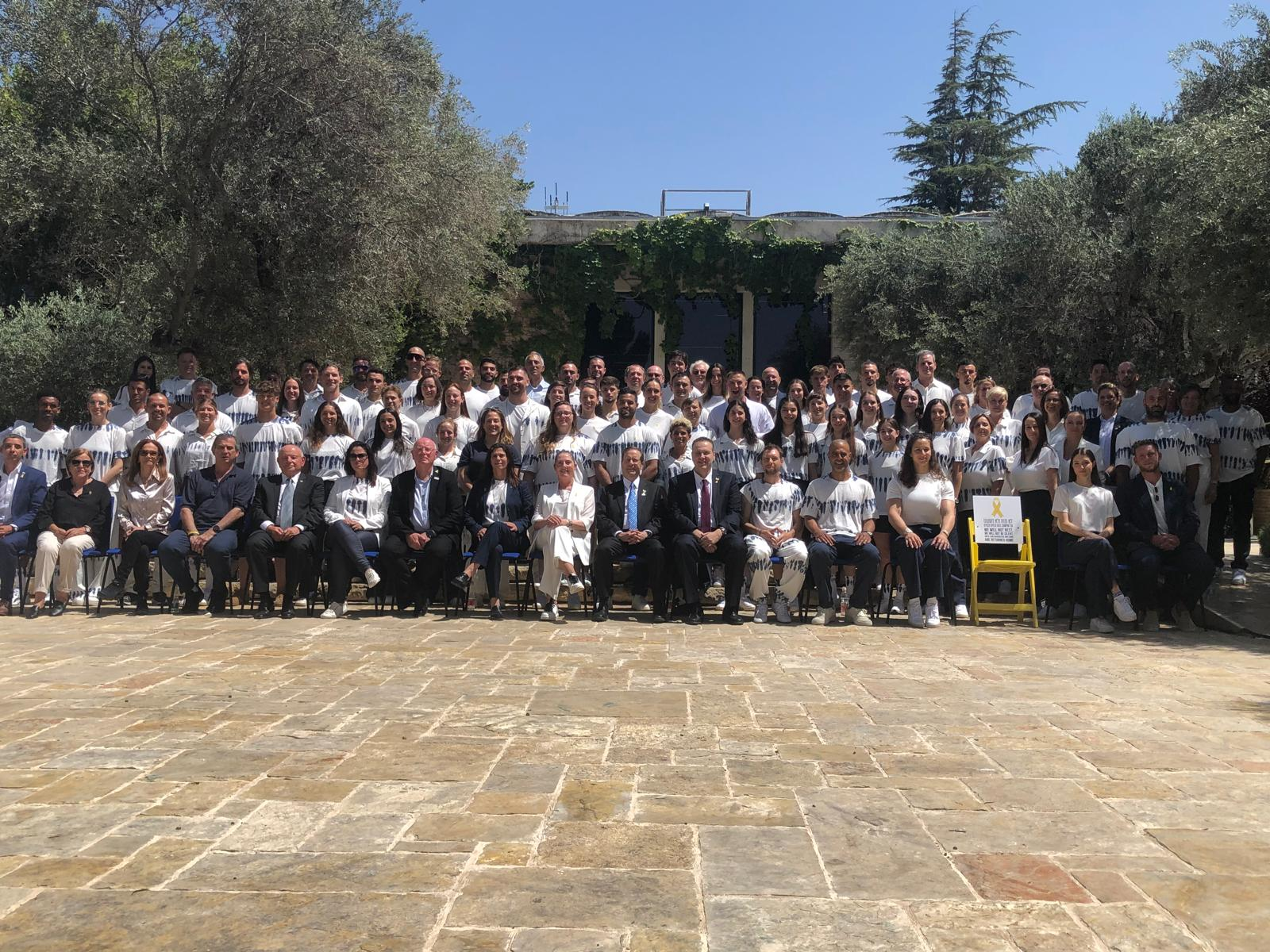
Israeli Competidores

| Deportes           | Hombres | Mujeres | Totales |
| ------------------ | ------- | ------- | ------- |
| Tiro al arco       | 1       | 1       | 2       |
| Natación artística | 0       | 2       | 2       |
| Atletismo          | 4       | 2       | 6       |
| Bádminton          | 1       | 0       | 1       |
| Ciclismo           | 3       | 1       | 4       |
| Deportes Ecuestres | 2       | 2       | 4       |
| Esgrima            | 1       | 0       | 1       |
| Fútbol             | 18      | 0       | 18      |
| Gimnasia           | 1       | 7       | 8       |
| Judo               | 5       | 7       | 12      |
| Vela               | 4       | 4       | 8       |
| Tiro               | 1       | 0       | 1       |
| Surf               | 0       | 1       | 1       |
| Natación           | 12      | 6       | 18      |
| Taekwondo          | 0       | 1       | 1       |
| Triatlón           | 1       | 0       | 1       |
| Total              | 54      | 34      | 88      |